# Microgale macpheei
Microgale macpheei es una especie extinta de tenrec del género Microgale del sureste de Madagascar. Solo se conoce por dos cráneos parciales encontrados en la cueva de Andrahomana, los cuales, según la datación por radiocarbono de restos de roedores asociados, tienen aproximadamente 3000 años de antigüedad. Es el único tenrec conocido recientemente extinto. Descrito por primera vez en 2007, es más similar a la más pequeña Microgale brevicaudata del norte y oeste de Madagascar. M. macpheei tiene un rostro amplio (parte frontal del cráneo) y, al igual que M. brevicaudata, carece de un diastema (espacio) entre los premolares. Varias características de la morfología dental son propias de M. macpheei.

## Taxonomía
Restos de musarañas tenrec (Microgale) fueron encontrados durante expediciones a la cueva de Andrahomana en el sureste de Madagascar, lideradas por David Burney en 2000 y 2003. El material de Microgale fue descrito como una nueva especie, M. macpheei, en 2007 por Steven Goodman, Natalie Vasey y Burney. La especie fue nombrada en honor a Ross MacPhee por sus contribuciones al conocimiento del género Microgale y la paleontología de Madagascar. Goodman y sus colegas consideraron que la Microgale brevicaudata viva del norte y oeste de Madagascar era el pariente más cercano de M. macpheei; algunas poblaciones de este tenrec han sido separadas desde entonces en una especie diferente, M. grandidieri. El nombre común propuesto para M. macpheei es «musaraña tenrec de MacPhee». El género de M. macpheei, Microgale, incluye más de 20 especies y es el más grande de la familia de los tenrecs, que incluye una variedad de otros mamíferos malgaches.

## Descripción
Microgale macpheei se conoce por dos especímenes: un cráneo dañado (sin mandíbulas) que carece de la parte posterior (los huesos parietales y más atrás), así como de los incisivos, caninos y segundos premolares; y otro cráneo dañado que carece de las mismas partes, así como de la fila de dientes izquierda. Ambos no muestran evidencia de reemplazo dental, lo que indica que la dentición permanente está completa. M. macpheei era más grande en la mayoría de las medidas que M. brevicaudata, pero debido a las pequeñas muestras, algunas diferencias no son estadísticamente significativas. La longitud del paladar óseo en los dos especímenes de M. macpheei es de 9,4 y 9,7 mm, comparado con 7,1 a 9,0 mm en ocho adultos de M. brevicaudata. En ambos especímenes, la longitud de la fila de molares es de 3,0 mm, comparado con 2,4 a 2,8 mm en la muestra de M. brevicaudata.
El rostro (parte frontal del cráneo) es corto y romo tanto en M. macpheei como en M. brevicaudata, en contraste con la condición en otros Microgale, pero el rostro de M. brevicaudata es claramente más afilado en la parte frontal, mientras que el de M. macpheei es más romo en la parte frontal. A diferencia de otros Microgale, M. brevicaudata y M. macpheei carecen de espacios (diastemas) entre los premolares. M. macpheei tenía dientes más grandes y robustos que M. brevicaudata. En ambas especies, el mesiostilo y el distostilo, dos crestas, en el cuarto premolar (P4) y los molares están reducidos en comparación con la condición en otros Microgale. M. macpheei carece de una extensión del cúspide protocono en el lado lingual (interno) del tercer premolar superior (P3) y P4, presente en M. brevicaudata, y tiene el cúspide paracono en P4 menos desarrollado. Por otro lado, la parte frontal de la cresta ectostilo en P4 es más grande. Las longitudes relativas de algunas de las crestas en los dos últimos molares también difieren entre las dos especies.

## Distribución y ecología
Microgale macpheei solo se conoce de la cueva de Andrahomana. Su presencia pasada allí, al igual que la del roedor extinto Hypogeomys australis, sugiere condiciones anteriormente más mésicas (húmedas) alrededor de la cueva, que actualmente se encuentra en una zona seca. Además de M. macpheei, se han descrito otros tres tenrecs a partir de material subfósil, pero ninguno se reconoce actualmente como especie válida; por lo tanto, M. macpheei es actualmente la única especie de tenrec conocida recientemente extinta en el Holoceno. Sin embargo, hay un parche remanente de bosque mésico cerca de Andrahomana, donde podría sobrevivir una población de M. macpheei. Aunque no se ha realizado datación por radiocarbono en los restos de M. macpheei, los huesos del roedor Macrotarsomys petteri de capas en el mismo depósito de la cueva que enmarcan aquellos donde se encontró M. macpheei arrojan fechas de alrededor de 2480 y 1760 antes del presente.